# Magnolia kwangtungensis
Magnolia kwangtungensis este o specie de plante din genul Magnolia, familia Magnoliaceae, descrisă de Elmer Drew Merrill. Conform Catalogue of Life specia Magnolia kwangtungensis nu are subspecii cunoscute.